# بافت محلات
بافت محلات مربوط به دوران‌های تاریخی پس از اسلام است و در اردکان واقع شده و این اثر در تاریخ ۲ بهمن ۱۳۸۲ با شمارهٔ ثبت ۱۰۸۴۲ به‌عنوان یکی از آثار ملی ایران به ثبت رسیده است.